# Chambre des représentants (Colombie)
Pour les autres articles nationaux ou selon les autres juridictions, voir Chambre des représentants.
IXe Congrès
Capitole national
La Chambre des représentants (en espagnol : Cámara de Representantes) est la chambre basse du Congrès de la république de Colombie. Elle est composée de 188 représentants élus pour quatre ans à la proportionnelle.
À l'instar du Sénat, il remplit une fonction constituante, législative, électorale, judiciaire, protocolaire et de contrôle politique au sein du pouvoir législatif.
Il siège à Bogota, la capitale du pays, dans le Capitole national de Colombie.

## Système électoral
La chambre des représentants est dotée de 188 sièges pourvus tous les quatre ans, dont 162 pourvus au scrutin proportionnel plurinominal selon la méthode du plus fort reste dans 33 circonscriptions correspondant aux départements du pays plus la capitale Bogota. Le nombre de sièges par circonscription est proportionnel à sa population, chaque tranche de 250 000 habitants équivalant à un siège, plus un pour une dernière tranche de 125 000 habitants, avec un minimum de deux sièges par circonscription. Dix-neuf autres sièges sont élus dans des circonscriptions spéciales, dont deux reservées aux afro-colombiens, une aux indigènes, une à la diaspora, et seize constituant de nouvelle « Circonscriptions spéciales transitoires pour la paix » (CITREP), dédiées aux zones les plus affectées par les conflits. Ces dernières, les plus récentes, sont créées pour les élections de 2022.
Par ailleurs, conformément à l'accord de paix qui a transformé les Forces armées révolutionnaires de Colombie (FARC) en un parti politique nommé Force alternative révolutionnaire commune (FARC), devenu Parti des communs, cinq sièges dans chacune des chambres sont attribués d'office à ce parti.
Enfin, le candidat à la vice-présidence colistier du candidat à la présidence ayant perdu la dernière élection présidentielle mais obtenu le plus de voix est membre de droit de la Chambre.

### Conditions d'éligibilité
Éligibilité :
- Être colombien de naissance ;
- être citoyen ;
- être âgé d'au moins 25 ans (à la date des élections).

## Présidence
| Fonction            | Nom                   | Parti |
| ------------------- | --------------------- | ----- |
| Président           | David Racero          | PH    |
| 1re vice-présidente | Olga Lucía Velásquez  | AV    |
| 2de vice-présidente | Erika Tatiana Sánchez | LGA   |